# Ozyptila simplex
Ozyptila simplex (лат.) — вид пауков семейства Пауки-бокоходы (Thomisidae). Встречается в Евразии: Европа, Россия, Турция. Активны с марта по декабрь. Длина тела самцов от 2 до 3 мм, самки от 4 до 5,1 мм. Основная окраска коричневая со светлыми и тёмными отметинами (просома, опистосома и ноги желтовато-коричневые).
Голени первой пары ног вентрально с двумя парами шипов; волоски заострённые или булавовидные. Педипальпы самцов с тегулярным апофизом, эпигинум с чехлом. Первые две пары ног развёрнуты передними поверхностями вверх, заметно длиннее ног третьей и четвёртой пар. Паутину не плетут, жертву ловят своими видоизменёнными передними ногами.